# دالي أبلباي
دالي أبلباي (بالإنجليزية: Dale Appleby) هو دراج بريطاني، ولد في 9 ديسمبر 1986 في Pontypridd ‏ في المملكة المتحدة.

## وصلات خارجية
- دالي أبلباي على موقع الاتحاد الدولي للدراجات (الإنجليزية)
- دالي أبلباي على موقع أرشيف الدراجات (الإنجليزية)
- دالي أبلباي على موقع إحصائيات الدراجات الإحترافية (الإنجليزية)
- دالي أبلباي على موقع نسبة الدراجات (الإنجليزية)
- دالي أبلباي على موقع اتحاد ألعاب الكومنولث (مؤرشف) (الإنجليزية)
- دالي أبلباي على موقع دورة ألعاب الكومنولث 2006 (مؤرشف) (الإنجليزية)